# Blangy-le-Château
Blangy-le-Château je francouzská obec v departementu Calvados v regionu Normandie. Žije zde 781 obyvatel.

## Geografie

### Sousední obce
| Růžice kompasu | Le Mesnil-sur-Blangy      | Les Authieux-sur-Calonne | Bonneville-la-Louvet | Růžice kompasu |
| Růžice kompasu | Fierville-les-Parcs       | Sever                    |                      | Růžice kompasu |
| Růžice kompasu | Fierville-les-Parcs       | Blangy-le-Château        |                      | Růžice kompasu |
| Růžice kompasu | Fierville-les-Parcs       | Jih                      |                      | Růžice kompasu |
| Růžice kompasu | Saint-Philbert-des-Champs | Le Brévedent             | Le Faulq             | Růžice kompasu |